# Empoasca kontkaneni
Empoasca kontkaneni är en insektsart som beskrevs av Ossiannilsson 1949. Empoasca kontkaneni ingår i släktet Empoasca och familjen dvärgstritar. Arten är reproducerande i Sverige. Inga underarter finns listade i Catalogue of Life.